# Michael Maze
Michael Maze, född 1 september 1981 i Faxe på Själland, är en dansk vänsterhandsspelare i bordtennis. Han spelar normalt i herrarnas dubbel och i herrsingel. Han är sedan 2006 rankad som en av världens 20 bästa spelare i bordtennis. Genom att ta brons i OS 2004 i Aten blev han Danmarks bästa bordtennisspelare genom tiderna. Hans främsta merit hittills är guldet i Bordtennis-EM 2009 tillsammans med vinsten av Europa Top 12 2004.

## Karriär
Maze spelar för Roskildes bordtennisklubb som spelade i Champions League 2008. Han har ett 4-årskontrakt med klubben. I Roskildes bordtennisklubb spelar han tillsammans med bland annat Finn Tugwell, Allan Bentsen och Kasper Sternberg som alla spelar i det danska bordtennislandslaget.
Tidigare spelade han för den franska klubben Levallois Sporting Club, där han var med och blev fransk klubbmästare 2008.

## Meriter
- Bordtennis VM
  - 2005 i Shanghai
    - 3:e plats singel

  - 2009 i Yokohama
    - Kvartsfinal singel

- Bordtennis EM
  - 2003 i Courmayeur
    - Kvartsfinal singel
    - Kvartsfinal dubbel

  - 2005 i Århus
    - 1:a plats med det danska laget

  - 2007 i Belgrad
    - 3:e plats singel

  - 2008 i Sankt Petersburg
    - Kvartsfinal singel

  - 2009 i Stuttgart
    - 1:a plats singel
    - 2:a plats med det danska laget

- Bordtennis NM
  - 1998 i Oslo
    - 2:a plats singel
    - 1:a plats med det danska laget

- Europa Top 12
  - 2003 i Saarbrücken: 3:e plats
  - 2004 i Frankfurt: 1:a plats
  - 2005 i Rennes: 9:e plats
  - 2006 i Köpenhamn: 3:e plats
  - 2008 i Frankfurt am Main: 9:e plats
  - 2009 i Düsseldorf : 3:e plats

- OS
  - 2004 i Aten
    - 3:e plats dubbel (med Finn Tugwell)

  - 2012 i Barcelona
    - Kvartsfinal singel